# Bill Lipinski
 (mars 2019).
Si vous disposez d'ouvrages ou d'articles de référence ou si vous connaissez des sites web de qualité traitant du thème abordé ici, merci de compléter l'article en donnant les références utiles à sa vérifiabilité et en les liant à la section « Notes et références ».
William Oliver Lipinski, né le 22 décembre 1937 à Chicago, est un homme politique américain, membre parti démocrate, ancien Représentant du troisième et cinquième district de l'Illinois à la Chambre des Représentants des États-Unis.